# Laura Cristea
Laura Cristea (* 1987 in Târgu Mures) ist eine rumänische Architektin.

## Werdegang
Laura Cristea studierte bis 2016 Architektur an der UAUIM Bukarest und an der AHO Oslo. Cristea unterrichtete als Assistentin bei Raphael Zuber an der AHO Oslo, der EPF Lausanne und der ETH Zürich, bei Andrei Șerbescu an der UAUIM Bukarest und hatte die internationale Gastprofessur an der Peter Behrens School of Arts inne. Laura Cristea gründete 2019 mit Raphael Zuber Pelinu Projects in Bukarest, ein Büro für Architektur, Eigeninvestitionen und Publikationen. Ein Teil dieser gemeinsamen Initiative ist auch Pelinu Books Verlag.

## Bauwerke
- 2015–2016: Inverted House, Hokkaidō mit AHO Oslo und Kengo Kuma & Associates[7][8]
- 2018–2025: House at the Black Sea mit Raphael Zuber[9]
- 2019–2026: Gartenhaus, Bărdești
- 2023–2027: Campus mit Kinderlager, Câmpu lui Neag
- 2024–2029: Colentina Lakes, Bukarest mit Raphael Zuber, Beros Abdul und Maurus Schifferli[10]

## Bücher
- a+u 2016:04 Poetry of Modesty
- Shinkenchiku 4/2016
- Irina Băncescu, Alexandru Belenyi, Ina Stoian (Hg.): Tipuri de școli de arhitectură. Asociatia Plusminus, Rumänien 2016. ISBN 978-606-638-158-1
- Samuel Penn (Hg.): ACCOUNTS. Pelinu Books, Bukarest 2019 mit Beiträgen von Pier Vittorio Aureli, François Charbonnet, Beat Consoni, Irina Davidovici, Mike Davies, Andrea Deplazes, Angela Deuber, Sérgio Fernandez, Pascal Flammer, Christoph Gantenbein, Rolf Jenni, Jan Kinsbergen, Oliver Lütjens, Peter Märkli, Marcel Meili, Thomas Padmanabhan, Samuel Penn, Jonathan Sergison, Álvaro Siza, Luigi Snozzi, Laurent Stalder, Martino Tattara, Marie-José Van Hee, Adrien Verschuere, Tom Weiss, Andrea Zanderigo, Raphael Zuber. ISBN 978-973-0-29787-4
- Elena Chiavi, Pablo Garrido Arnaiz, Matilde Girão, Francisco Ramos Ordóñez, Brittany Utting, Francisco Moura Veiga, Rubén Valdez (Hg.): CARTHA - On the Form of Form. Park Books, 2019. ISBN 978-3-03860-070-1
- a.mag 29 Raphael Zuber I Roger Boltshauser I Lilitt Bollinger. 2022. ISBN 978-989-53330-5-9